# Bojan
Bojan je mužské křestní jméno slovanského původu. Vykládá se jako „obávaný“ nebo jako původem domácká podoba k dnes už neužívaným jménům Bojislav, Bojeslav, které lze vyložit jako „proslavený v boji“.
Existuje i ve formě Boyan, jak se z cyrilice přepisuje do některých jazyků.
Podle českého kalendáře má svátek 5. září.

## Bojan v jiných jazycích
- rusky, bulharsky: Боян; přepisem z cyrilice Bojan
- srbochorvatsky, polsky: Bojan

## Známí nositelé jména
- Bojan – staroruský básník
- Bojan Križaj – slovinský reprezentant v alpském lyžování
- Bojan Cvjetićanin – zpěvák slovinské skupiny Joker Out
- Bojan Cebin – slovinský duatlonista
- Bojan – pseudonym švédské blogerky Dagny Carlsson
- Boyan Slat – nizozemský vynálezce